# Język eritai
Język eritai, także: baburua, babirua, baburiwa, barua, manua – język papuaski używany w prowincji Papua w Indonezji. Według danych z 2000 r. posługuje się nim 530 osób.
Jest używany we wsiach Erai, Kustera i Haya (dystrykty Mamberamo Tengah i Mamberamo Hulu, kabupaten Mamberamo Raya). Niektórzy mieszkańcy wsi Kustera posługują się także językiem bauzi.
Jest językiem tonalnym. Należy do rodziny języków Równiny Jezior.